# Schistura bairdi
Schistura bairdi är en fiskart som beskrevs av Maurice Kottelat 2000. Schistura bairdi ingår i släktet Schistura och familjen grönlingsfiskar. IUCN kategoriserar arten globalt som starkt hotad. Inga underarter finns listade i Catalogue of Life.